# Amarnath Nagarajan
Amarnath Nagarajan (2 aprile 1954) è un ex cestista indiano.

## Carriera
Con l'India ha disputato le Olimpiadi del 1980, segnando 36 punti in 7 partite.